# Деревицький Дмитро Григорович
Дмитро Григорович Деревицький (англ. Dmytro Derevytskyy) — український підприємець, засновник та основний акціонер групи компаній АЛЛО.

## Біографія

### Ранні роки та освіта
Дмитро Григорович Деревицький народився 23 грудня 1973 року в Дніпрі, УРСР. Батько Дмитра, Григорій Деревицький — підприємець, організував один з перших будівельних кооперативів у місті. Він опікувався збереженням історичного спадку Дніпра. При будівництві БЦ Steps (раніше — «Ступени») на вулиці Барикадній було виявлено будинок, в якому жив рабин Леві Іцхак Шнеєрсон та його син — сьомий Любавицький ребе Менахем Мендл Шнеєрсон. За сприяння Григорія Деревицького було відреставровано фасад будинку та включено його до складу БЦ. На честь Шнеєрсона встановлено меморіальну дошку. Мати Ганна працювала викладачем української та англійської мов.
У 1995 році Дмитро Деревицький закінчив Дніпропетровський державний університет за спеціальністю «економіка».
У 2005 році закінчив Міжнародний інститут менеджменту, здобув ступінь магістра ділового адміністрування (MBA).

## Кар'єра
З 18 років займався підприємництвом: продавав одяг, харчові продукти, товари широкого вжитку.
У 1996 році відкрив два магазини побутової техніки «Дім».
У 1998 році разом із Григорієм Деревицьким заснував компанію «АЛЛО».
У 2006 році ініціював запуск інтернет-магазину allo.ua.
У 2015 році Дмитро Деревицький балотувався на посаду голови Державної фіскальної служби та увійшов до шорт-листа.
З 2016 року займається розвитком маркетплейсу АЛЛО. Відповідає за стратегію, фінансові та правові питання групи компаній «АЛЛО».
У 2018 році був учасником VI-го щорічного Retail & Development Business Summit.
У 2020 році був спікером в рамках сесії «Антикризове управління компанією» IV-ї міжнародної спеціалізованої виставки рітейлу та девелопменту RAU EXPO 2020.
Дмитро Деревицький є постійним спікером подій Young Business Club та Deloitte.
Член Координаційної ради EBA Dnipro (Dnipro Office of European Business Association).
Веде авторську колонку на тему техніки, технологій та економіки на сайті НВ Бізнес.

## Благодійність
За ініціативи Дмитра Деревицького АЛЛО реалізувала низку благодійних проєктів. В січні 2021 року компанія передала благодійному фонду «Таблеточки» медичні товари на суму 1,5 млн гривень. Загалом за час пандемії компанія передала медичні товари лікарням Дніпра та до благодійних фондів України на суму близько 2,5 млн грн.
У лютому 2021 року спільно з фондом «Таблеточки» та Радіо НВ, АЛЛО провела радіомарафон в підтримку онкохворих дітей, в результаті якого було зібрано близько 600 тисяч гривень.
У лютому 2022 року АЛЛО з партнерами провела другий національний радіомарафон в підтримку онкохворих дітей, в результаті якого було зібрано 240 тисяч гривень. Компанія виділила додаткові 260 тисяч гривень.
У лютому 2023 року відбувся третій радіомарафон. Було зібрано 320 тисяч гривень, ще 380 тисяч гривень додала компанія АЛЛО.
Наприкінці 2021 року за ініціативи Деревицького АЛЛО провела благодійну акцію з продажу магнітів із зображенням лапи тигра з метою збору коштів на допомогу онкохворим дітям. В ході акції було зібрано 500 тис. грн. АЛЛО подвоїла суму та внесла до фонду «Таблеточки» 1 млн грн.
У серпні — вересні 2022 року компанія переказала 5 % з кожної покупки клієнтами в мобільному застосунку до благодійних фондів «Голоси дітей» та «Мама плюс Я» на допомогу дітям, постраждалим під час війни. Сума благодійного внеску склала 5 млн гривень.
В липні-серпні 2023 року компанія АЛЛО переказувала з кожного проданого смартфона 100 гривень на виготовлення сучасних протезів для українських військових, пацієнтів медичного центру Superhumans, і в підсумку передала 15 мільйонів гривень на протезування.
В жовтні 2023 АЛЛО закликала клієнтів переказати накопичені бонуси програми лояльності АЛЛО Гроші на покупку медико-евакуаційного бронетранспортера. За підсумком акції АЛЛО подвоїла донати та передала 3 млн грн на покупку FV432.
У січні 2024 компанія закумулювала близько 4 мільйонів гривень під час новорічної благодійної акції «Дотик до дитячих мрій» та придбала 1000 планшетів для дітей, що постраждали від війни, підопічних благодійного фонду «Голоси дітей».
15-18 лютого цього ж року відбувся четвертий благодійний радіомарафон до Міжнародного дня боротьби проти дитячого раку спільно з фондом «Таблеточки», маркетплейсом АЛЛО та Радіо NV. На цей раз зібрали рекордну кількість нових супердрузів – 1900, які щомісячно підтримуватимуть дітей на суму понад 500 тисяч гривень. АЛЛО подвоюватиме ці внески протягом трьох місяців у розмірі 1,5 мільйона гривень.
В червні 2024 року компанія профінансувала відпочинок у літньому таборі в Карпатах 70 дітей з порушенням слуху та дітей, повернутих з окупованих територій і депортації, та тих, хто втратили своїх батьків через воєнні дії.
Перерахував 1 мільйон гривень на підтримку дитячої лікарні Охматдит після російської атаки та ракетного удару 8 липня 2024 року.
За ініціативою Дмитра Деревицького, з квітня по вересень 2024 року компанія АЛЛО щомісяця перераховувала 1 мільйон гривень на підтримку медичної 3D-лабораторії в Центрі Superhumans, загалом спрямувавши 6 мільйонів гривень для допомоги близько 360 пацієнтам із важкими травмами.

## Особисте життя
Дружина Наталія — фотограф. Подружжя виховує трьох дітей.